# Ái lợi
Ái lợi hay a lây đỏ (danh pháp hai phần: Alleizettella rubra) là một loài thực vật thuộc họ Thiến thảo. Đây là một loài thực vật đặc hữu của Việt Nam.